# Irak op de Olympische Zomerspelen 1988
Irak nam deel aan de Olympische Zomerspelen 1988 in Seoel, Zuid-Korea. Er werden geen medailles gewonnen.

## Deelnemers en resultaten
(m) = mannen, (v) = vrouwen 

### Atletiek
| Olympiër                  | Discipline      | Resultaat | Prestatie                                         |
| ------------------------- | --------------- | --------- | ------------------------------------------------- |
| Aouf Abdul Rahman Youssef | 200m (m)        | 49e       | serie 2: 6de in 21,88                             |
| Aouf Abdul Rahman Youssef | 400m (m)        | 46e       | serie 7: 7de in 47,45                             |
| Nagi Ghazi Moursine       | 110m horden (m) | 29e       | serie 6: 5de in 14,46 kwartfinale 3: 7de in 14,47 |

### Boksen
| Olympiër                | Discipline | Resultaat | Prestatie |
| ----------------------- | ---------- | --------- | --- |
| Sadoon Mohamed Aboub    | -48kg (m)  | 9e        | 1ste ronde: vrij 2de ronde: W van LAO Thephavong: scheidsrechterlijke beslissing 3de ronde: V van HUN Isaszegi: scheidsrechterlijke beslissing |
| Amir Hussain            | -51kg (m)  | 33e       | 1ste ronde: V van EGY Komy: 1-4 |
| Moustafa Mohammed Saleh | -54kg (m)  | 33e       | 1ste ronde: V van IRL Lowey: 0-5 |

### Tafeltennis
| Olympiër        | Discipline    | Resultaat | Prestatie |
| --------------- | ------------- | --------- | --- |
| Abdul Wahab Ali | enkelspel (m) | 49e       | groep C: 7de V van AUT Ding: 0-3 V van HKG Lo: 0-3 W van TPE Wu: 3-1 V van CHN Chen: 0-3 V van NGR Bankole: 1-3 V van HKG Lo: 0-3 W van MRI Choy: 3-0 |

### Voetbal
| Olympiër | Discipline | Resultaat | Prestatie                                                             |
| --- | ---------- | --------- | --------------------------------------------------------------------- |
| Adnan Dirjal Ahmed Radhi Ahmed Mohamed Basil Gorgis Ghanim Orabi Jassim Hassan Kamel Ahmed Hibeeb Jaffer Okal Hussain Saeed Ismael Mohammed Sharef Karim Allawi Laith Hussein Shahib Mudhafar Jabbar Tawfik Natik Hashim Saad Kies Noaman Samir Shakir Mahmood Younis Abid Sadkhan | mannen     | 9e        | groep B: 3de G van Zambia: 2-2 W van Guatemala: 3-0 V van Italië: 0-2 |

| Groep B |           |             |             |             |             |            |            |            |        |
| #       | Land      | Wedstrijden | Wedstrijden | Wedstrijden | Wedstrijden | Doelpunten | Doelpunten | Doelpunten | Punten |
| #       | Land      | G           | W           | G           | V           | V          | T          | Saldo      | Punten |
| 1       | Zambia    | 3           | 2           | 1           | 0           | 10         | 2          | +8         | 5      |
| 2       | Italië    | 3           | 2           | 0           | 1           | 7          | 6          | +1         | 4      |
| 3       | Irak      | 3           | 1           | 1           | 1           | 5          | 4          | +1         | 3      |
| 4       | Guatemala | 3           | 0           | 0           | 3           | 2          | 12         | -10        | 0      |

| Ronde        | Datum   | Plaats | Land | Score     | Land |
| ------------ | ------- | ------ | ---- | --------- | ---- |
| Groepsfase   |         |        |      |           |      |
| 17 september | Gwangju | Zambia | 2-2  | Guatemala |      |
| 19 september | Daejeon | Irak   | 3-0  | Guatemala |      |
| 19 september | Daejeon | Irak   | 0-2  | Italië    |      |

### Worstelen
| Olympiër         | Discipline  | Resultaat   | Prestatie |
| Vrije stijl      | Vrije stijl | Vrije stijl | Vrije stijl |
| ---------------- | ----------- | ----------- | --- |
| Fayadh Minati    | -52kg (m)   | 19e         | groep B: 10de V van MGL Enkhbayar: 1-3 V van COL Muñoz: 1-3                                                                     |
| Haitham Jibara   | -74kg (m)   | 13e         | groep A: 7de W van IRL Harmon: 4-0 V van URS Varayev: 0-3 V van ROU Tămăduianu: 1-3                                             |
| Mohammed Jabouri | -82kg (m)   | 25e         | groep B: 13de V van GDR Gstöttner: 0-4 V van FIN Ilomäki: 0-3                                                                   |
| Grieks-Romeins   |             |             | |
| Ghazi Salah      | -57kg (m)   | 6e          | groep B: 3de W van MEX Ponce: 3-1 W van FRA Mourier: 4-0 V van HUN Sike: 0-4 V van CHN Yang: 1-3 5-6de plek: V van KOR Huh: 0-4 |
| Farhan Jassim    | -130kg (m)  | 13e         | groep B: 7de V van JPN Deguchi V van EGY El-Hadad                                                                               |

Afghanistan · Algerije · Amerikaanse Maagdeneilanden · Amerikaans-Samoa · Andorra · Angola · Antigua en Barbuda · Argentinië · Aruba · Australië · Bahama’s · Bahrein · Bangladesh · Barbados · België · Belize · Benin · Bermuda · Bhutan · Birma · Bolivia · Bondsrepubliek Duitsland · Botswana · Brazilië · Britse Maagdeneilanden · Brunei · Bulgarije · Burkina Faso · Canada · Centraal-Afrikaanse Republiek · Chili · China · Chinees Taipei · Colombia · Congo-Brazzaville · Cookeilanden · Costa Rica · Cyprus · Denemarken · Djibouti · Dominicaanse Republiek · Duitse Democratische Republiek · Ecuador · Egypte · El Salvador · Equatoriaal-Guinea · Fiji · Filipijnen · Finland · Frankrijk · Gabon · Gambia · Ghana · Grenada · Griekenland · Groot-Brittannië · Guam · Guatemala · Guinee · Guyana · Haïti · Honduras · Hongarije · Hongkong · Ierland · IJsland · India · Indonesië · Irak · Iran · Israël · Italië · Ivoorkust · Jamaica · Japan · Joegoslavië · Jordanië · Kaaimaneilanden · Kameroen · Kenia · Koeweit · Laos · Lesotho · Libanon · Liberia · Libië · Liechtenstein · Luxemburg · Malawi · Malediven · Maleisië · Mali · Malta · Marokko · Mauritanië · Mauritius · Mexico · Monaco · Mongolië · Mozambique · Nederland · Nederlandse Antillen · Nepal · Nieuw-Zeeland · Niger · Nigeria · Noord-Jemen · Noorwegen · Oeganda · Oman · Oostenrijk · Pakistan · Panama · Papoea-Nieuw-Guinea · Paraguay · Peru · Polen · Portugal · Puerto Rico · Qatar · Roemenië · Rwanda · Saint Vincent en de Grenadines · Salomonseilanden · Samoa · San Marino · Saoedi-Arabië · Senegal · Sierra Leone · Singapore · Soedan · Somalië · Sovjet-Unie · Spanje · Sri Lanka · Suriname · Swaziland · Syrië · Tanzania · Thailand · Togo · Tonga · Trinidad en Tobago · Tsjaad · Tsjecho-Slowakije · Tunesië · Turkije · Uruguay · Vanuatu · Venezuela · Verenigde Arabische Emiraten · Verenigde Staten · Vietnam · Zaïre · Zambia · Zimbabwe · Zuid-Jemen · Zuid-Korea · Zweden · Zwitserland